# Scaphidysderina
Scaphidysderina là một chi nhện trong họ Oonopidae.